# Туэ-сюр-Вар
Туэ́-сюр-Вар (фр. Touët-sur-Var) — коммуна на юго-востоке Франции в регионе Прованс — Альпы — Лазурный берег, департамент Приморские Альпы, округ Ницца, кантон Ванс. До марта 2015 года коммуна административно входила в состав упразднённого кантона Виллар-сюр-Вар (округ Ницца).
Площадь коммуны — 14,98 км², население — 603 человека (2006) с выраженной тенденцией к росту: 686 человек (2012), плотность населения — 45,8 чел/км².

## Население
Население коммуны в 2011 году составляло 682 человека, а в 2012 году — 686 человек.
| 1962 | 1968 | 1975 | 1982 | 1990 | 1999 | 2006 | 2011 | 2012 |
| ---- | ---- | ---- | ---- | ---- | ---- | ---- | ---- | ---- |
| 251  | 301  | 307  | 320  | 342  | 445  | 603  | 682  | 686  |

Динамика численности населения:

## Экономика
В 2010 году из 368 человек трудоспособного возраста (от 15 до 64 лет) 266 были экономически активными, 102 — неактивными (показатель активности 72,3 %, в 1999 году — 64,6 %). Из 266 активных трудоспособных жителей работали 238 человек (130 мужчин и 108 женщин), 28 числились безработными (16 мужчин и 12 женщин). Среди 102 трудоспособных неактивных граждан 33 были учениками либо студентами, 32 — пенсионерами, а ещё 37 — были неактивны в силу других причин.
На протяжении 2010 года в коммуне числилось 233 облагаемых налогом домохозяйства, в которых проживало 615,0 человек. При этом медиана доходов составила 16 тысяч 285,5 евро на одного налогоплательщика.